# Вітуничі
Віту́ничі (біл. Вітунічы) — село в Докшицькому районі Вітебської області.
Село розташоване за 17 км на південний схід від районного центру та за 12 на північний захід від селища Бегомль.
| Білорусь | Це незавершена стаття з географії Білорусі. Ви можете допомогти проєкту, виправивши або дописавши її. |